# Martin Rodriguez (jockey)
Diego Martin Rodriguez, född 12 mars 1981 i Zenón Pereyra i Santa Fe i Argentina, är en argentinsk jockey. Han är sambo med jockeyn Cornelia Hartsmar.

## Biografi
Martin Rodriguez föddes i Zenón Pereyra i Argentina. Han växte upp på en gård omgiven av djur, men red sitt första löp som jockey då han var runt 17-18 år. Rodriguez visade tidigt talang som jockey, och övertalades bland annat av tränaren Ricardo Ramallo, som var tränare på Jägersro, att flytta över till Sverige.
Rodriguez flyttade till Malmö i december 2005 och började jobba för Francisco Castro.

## Större segrar i urval
| År   | Löp                      | Häst        | Tränare        |
| ---- | ------------------------ | ----------- | -------------- |
| 2020 | Breeders' Trophy Classic | Ascot Grass | Niels Petersen |